# アグアスカリエンテス州

アグアスカリエンテス州
Estado Libre y Soberano de Aguascalientes

アグアスカリエンテス州(アグアスカリエンテスしゅう、Estado de Aguascalientes)は、メキシコの中心に位置する州。州都はアグアスカリエンテス。 
「アグアスカリエンテス」とはスペイン語で「湯」を意味する。州および住民はイドロカリド（hidrocálido）という全然違う名前で呼ばれるが、これも同じ意味で、ギリシア語で「水」を意味するὕδωρ (hydor)と、ラテン語で「温かい」を意味するcalidusの合成語である。温泉が多かったために1575年に町の名が「アグアス・カリエンテスの我々の被昇天の聖母の町」(Villa de Nuestra Señora de la Asunción de las Aguas Calientes)と命名されたのが起源である。
州の面積は5,471km2であり、2010年国勢調査で州の人口は1,184,924人で、67%がアグアスカリエンテス自治体に住んでいる。
1835年にサカテカス州から分離された。
州の起源はスペインの植民地時代であり、現在は重要な産業中心地とされる。主要な銀鉱山があり、他の主要都市と近距離に位置するため鉄道輸送網の中心地となっている。

## 日本との関係
日産自動車が1983年から操業しており、2013年には第3工場を稼働させるまでになった。日産自動車の進出に伴い日系の自動車部品メーカーの進出が相次ぎ、2017年10月では自動車部品メーカーを主として119社の日系企業が進出している。

## 出身有名人
- アントニオ・アセベド・エスコベド - 作家
- ホセ・マリア・ボカネグラ - 政治家、第3代大統領
- フランシスコ・ディアス・デ・レオン - 画家
- ガブリエル・フェルナンデス・レデスマ - 画家
- マヌエル・ポンセ - 作曲家
- ホセ・グアダルーペ・ポサダ - 画家
- サトゥルニノ・エラン - 画家
- ラモン・ロペス・ベラルデ - 詩人
- アルトゥーロ・ロブレス・アギラール - 政治家
- ミゲル・アンヘル・バルベレーナ・ベガ - 軍人、政治家
- オットー・グラナドス・ロルダン - 政治家